# Bionator
Der Bionator ist ein in der Kieferorthopädie verwendetes, herausnehmbares Gerät, welches die Bisslage ändern, beziehungsweise eine Bisserhöhung induzieren können soll. Es gehört in die Gruppe der funktionskieferorthopädischen Geräte, zu der auch der Aktivator und der Funktionsregler gehören. Die Übergänge zwischen diesen Geräten sind teilweise fließend, alle sind aus Kunststoffplatten und Drahtelementen aufgebaut.

## Geschichte und Entwicklung
Entwickelt wurde der Bionator 1952 von Balters, der das Gerät als sein Lebenswerk bezeichnet hat. Für Balters stand die ganzheitliche Betrachtungsweise im Vordergrund, laut ihm sollte das Tragen „Inwelt, Umwelt und Mitwelt“ wieder in Einklang bringen. Neben dem Bionator sollten deswegen auch Übungen zur Körperhaltung, eine korrekte Nasenatmung, ein sicherer Mundschluss und eine richtige Zungenlage erfolgen.

## Konstruktion und Wirkungsweise
Laut Hersteller soll gleich auf beide Kiefer wirken, ohne dabei aber selbst große Kräfte wirken zu lassen. Es soll die eigene Muskelkraft genutzt werden, um bei jedem Schluckakt und auch beim Sprechen den Zahnhalteapparat sukzessiv zu regulieren. Der Bionator dehnt die Muskulatur im Kiefer, diese wird dadurch trainiert, und der Biss wird mit der Zeit normalisiert.
Zum Einsatz kommt der Bionator meist bei Kindern und Jugendlichen. Die funktionskieferorthopädischen Geräte sollen generell während der Wachstumsphase am wirksamsten sein.
Das herausnehmbare Gerät liegt locker im Mund. Es besteht aus einer zarten Kunststoffplatte, graziler als beim Aktivator. Sie nimmt nur den Platz an den Seitenzähnen und bei den unteren Frontzähnen ein, der Rest ist frei. Dazu kommt ein Drahtgestell mit Zungenbügel, Lippenbügel und zwei Buccinatorschlaufen für die Wangenmuskulatur. Es wirkt gleichzeitig auf beide Kiefer, wobei Kieferfehlstellungen genau so wie Zahnfehlstellungen korrigiert werden können. Nebenbei wird auch die Gesichtspartie gestaltet, es können auch dort ästhetische Verbesserung durch die Normalisierung des Kiefers erreicht werden.

## Kritik
Die Wirkung und der Nutzen des Bionators ist umstritten. Insbesondere Doppelblindstudien fehlen.

„Es gibt heute keine sinnvolle Indikation für den Einsatz des Bionators in der Kieferorthopädie mehr, da für alle Behandlungsaufgaben leistungsfähigere und zuverlässigere Zahnspangen zur Verfügung stehen.“

Nach Studien der Universitäten Florida und North Carolina aus den 1990er Jahren, verlängert und verteuert der Bionator den gesamten Behandlungszeitraum.